# 大安里 (新北市板橋區)
大安里為台灣新北市板橋區轄下之一里，面積約0.0687平方公里。本里於民國69年2月1日由聚安里分出。